# Maylis
Maylis ist eine französische Gemeinde mit 301 Einwohnern (Stand 1. Januar 2022) im Département Landes in der Region Nouvelle-Aquitaine (vor 2016: Aquitanien). Die Gemeinde gehört zum Arrondissement Dax und zum Kanton Coteau de Chalosse.
Es gibt mehrere Theorien über die Herkunft des Namens der Gemeinde. Die geläufigste sieht im Namen eine Verbindung des gascognischen Wortes may (deutsch Mutter) mit dem französischen Wort lis (deutsch Lilie), die ein Symbol der Reinheit darstellt.
Die Einwohner werden Maylisiens und Maylisiennes genannt.

## Geographie
Maylis liegt ca. 30 Kilometer östlich von Dax und ca. 25 Kilometer südwestlich von Mont-de-Marsan in der Landschaft Chalosse der historischen Provinz Gascogne.
Umgeben wird Maylis von den Nachbargemeinden:
| Larbey   | Saint-Aubin                                 | Montaut |
| Caupenne | Kompassrose, die auf Nachbargemeinden zeigt | Doazit  |
| Bergouey | Saint-Cricq-Chalosse                        |         |

Maylis liegt im Einzugsgebiet des Flusses Adour. Einer seiner Nebenflüsse, der Louts, fließt an der südwestlichen Gemeindegrenze vorbei. Seine Nebenflüsse Ruisseau de Gaouchard, Ruisseau de la Tuilerie, Ruisseau de Laourole und Ruisseau de la Gouaougue durchqueren das Gebiet der Gemeinde.

## Geschichte
Als die ersten christlichen Gemeinden am Ende des sechsten und im Laufe des siebten Jahrhunderts in der Gascogne gegründet wurden, besaß Maylis möglicherweise bereits eine Kirche. Maylis wurde im Jahre 1260 erstmals in einem Dokument erwähnt. Die ersten Erlebnisberichte über Wallfahrten zu Ehren der Jungfrau Maria erschienen allerdings nicht vor dem 17. Jahrhundert. Zwischen 1657 und 1663 erreichten diese ihren Höhepunkt, indem Gläubige in großer Zahl daran teilnahmen. Während der Französischen Revolution wurden sie ausgesetzt, weil zahlreiche Pfarrer, die den Eid verweigerten, im Untergrund lebten. 1877 wurden die Wallfahrten wieder aufgenommen und sind seitdem Teil der lokalen Tradition. Am 23. April 1892 versammelten sich 3.000 Landwirte, um Maria für den Schutz der Ernte anzubeten. Seitdem wiederholt sich dieses gemeinsame Gebet jeden dritten Sonntag nach Ostern. Eine weitere große Wallfahrt ereignet sich jährlich am 15. August anlässlich der Fête du Lys, eine der beliebtesten Feste der Landes. Die Benediktinermönche des Olivetanerordens sind 1946 in die Abtei Notre-Dame eingezogen.

### Einwohnerentwicklung
Nach Beginn der Aufzeichnungen stieg die Einwohnerzahl bis zur Mitte des 19. Jahrhunderts auf rund 570. In der Folgezeit sank die Größe der Gemeinde bei kurzen Erholungsphasen bis zu den 1980er Jahren auf ein Niveau von rund 330 Einwohnern, das in jüngster Zeit unterschritten wird.
| Jahr      | 1962 | 1968 | 1975 | 1982 | 1990 | 1999 | 2006 | 2010 | 2022 |
| --------- | ---- | ---- | ---- | ---- | ---- | ---- | ---- | ---- | ---- |
| Einwohner | 369  | 369  | 337  | 329  | 338  | 330  | 334  | 340  | 188  |

## Sehenswürdigkeiten

### AbteiNotre-Dame

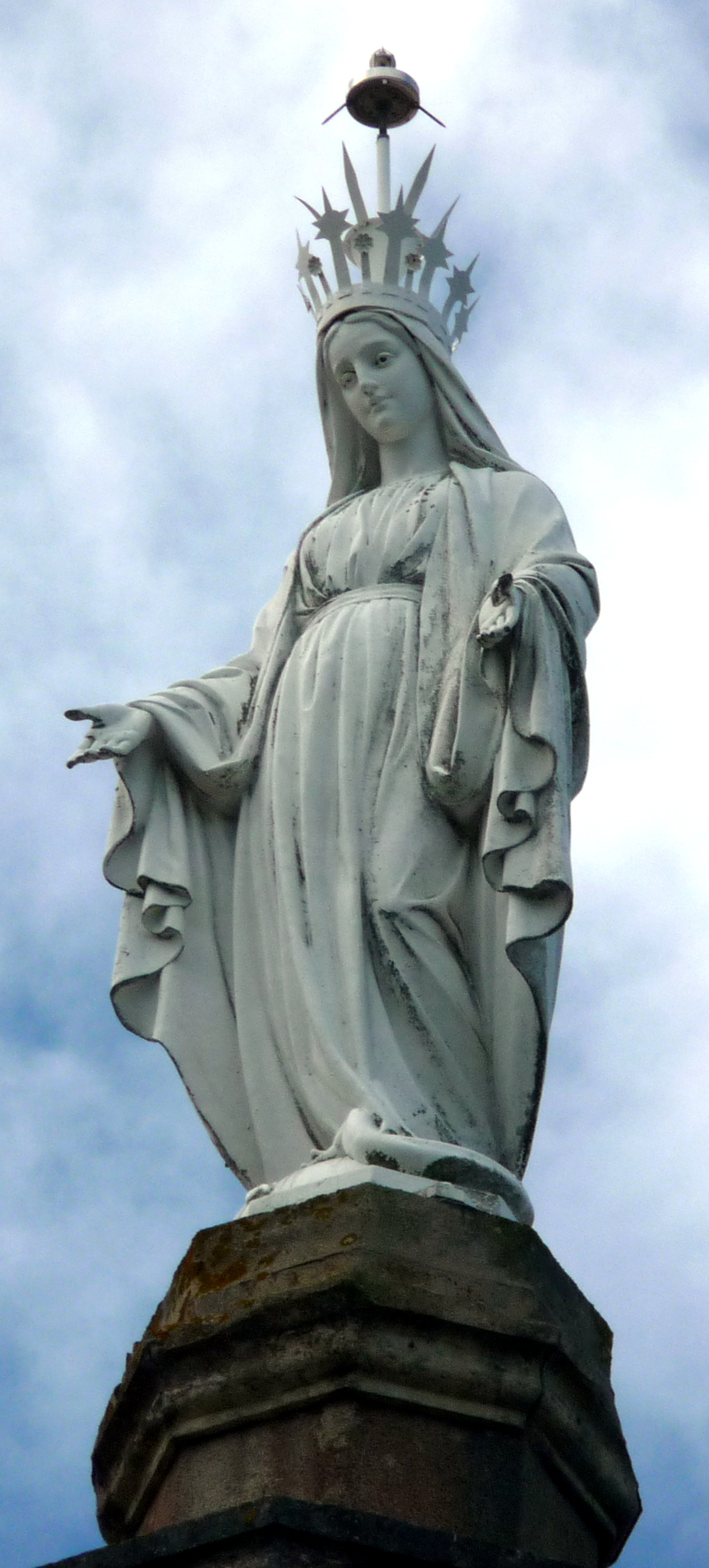
Statue auf der Spitze des Glockenturms

Die neugotische Abteikirche wurde in der zweiten Hälfte des 19. Jahrhunderts errichtet und im Jahre 1883 eingeweiht. Sie besitzt einen Grundriss in Form eines lateinischen Kreuzes. Das dreischiffige Langhaus mündet in einen Chor in einer polygonalen Apsis. Die Querarme des Transepts werden von Seitenkapellen flankiert und durch Nebengebäude verlängert. Am westlichen Ende erhebt sich der Glockenturm aus der Vorhalle, an dessen nördliche Ecke sich ein schmaler Rundturm anschließt. Die Vorhalle besitzt drei spitzbogenförmige Eingangsportale mit Archivolten, bei den beiden äußeren Eingängen mit darüberliegenden Fensterrosen. Die Fassade des Glockenturms wird von unten nach oben von einem Zwillingsfenster, einer Turmuhr und Blendfenster mit Bogenfries unterbrochen. Rundbogenförmige Zwillingsfenster und ein Okulus an jeder Seite lassen Licht in die Glockenkammer einfallen. Abgeschlossen wird der Glockenturm nach oben mit einer Terrasse, von der eine monumentale Marienstatue aufragt. Fialen verzieren die Spitzen der seitlichen Strebepfeiler.

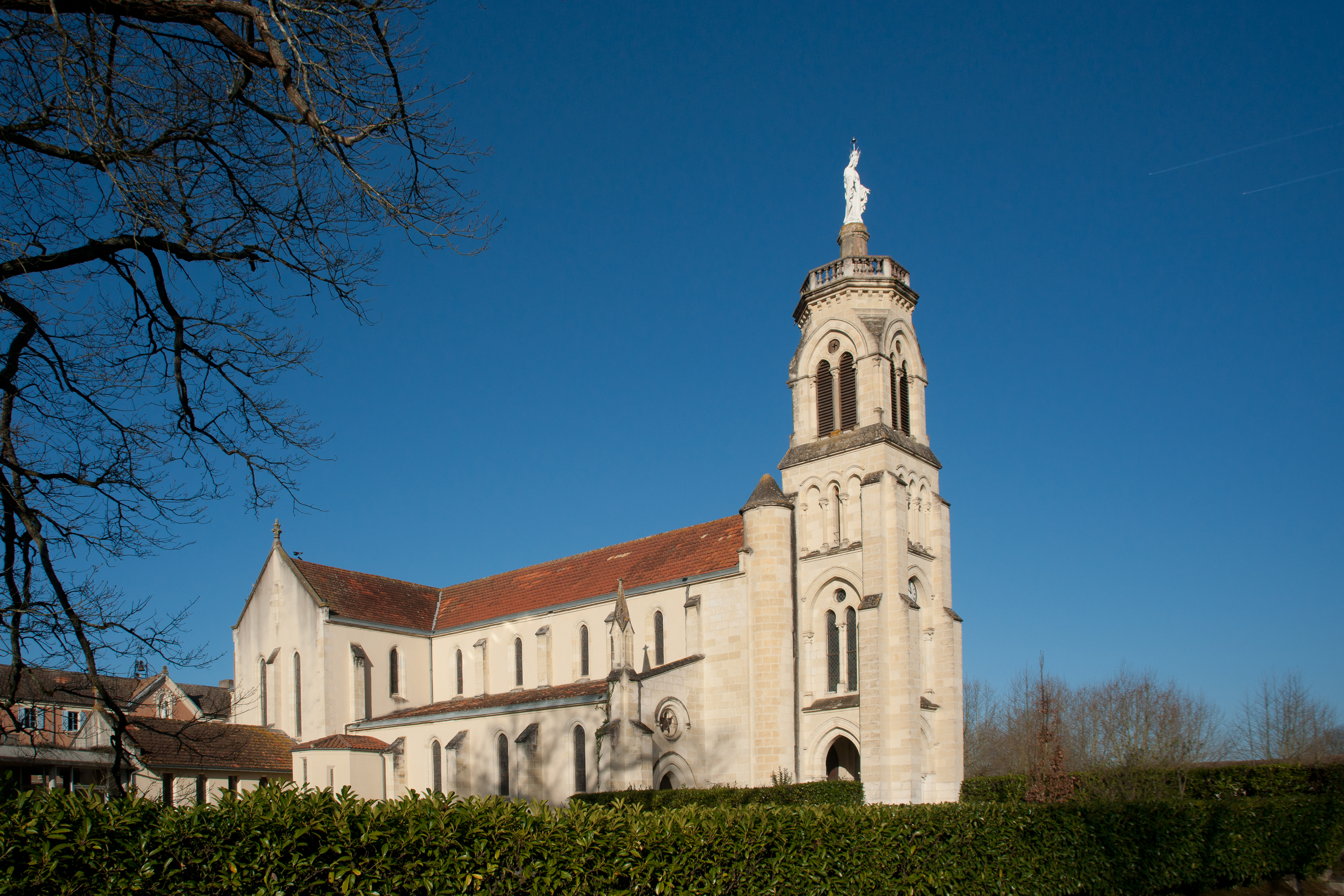
Abteikirche
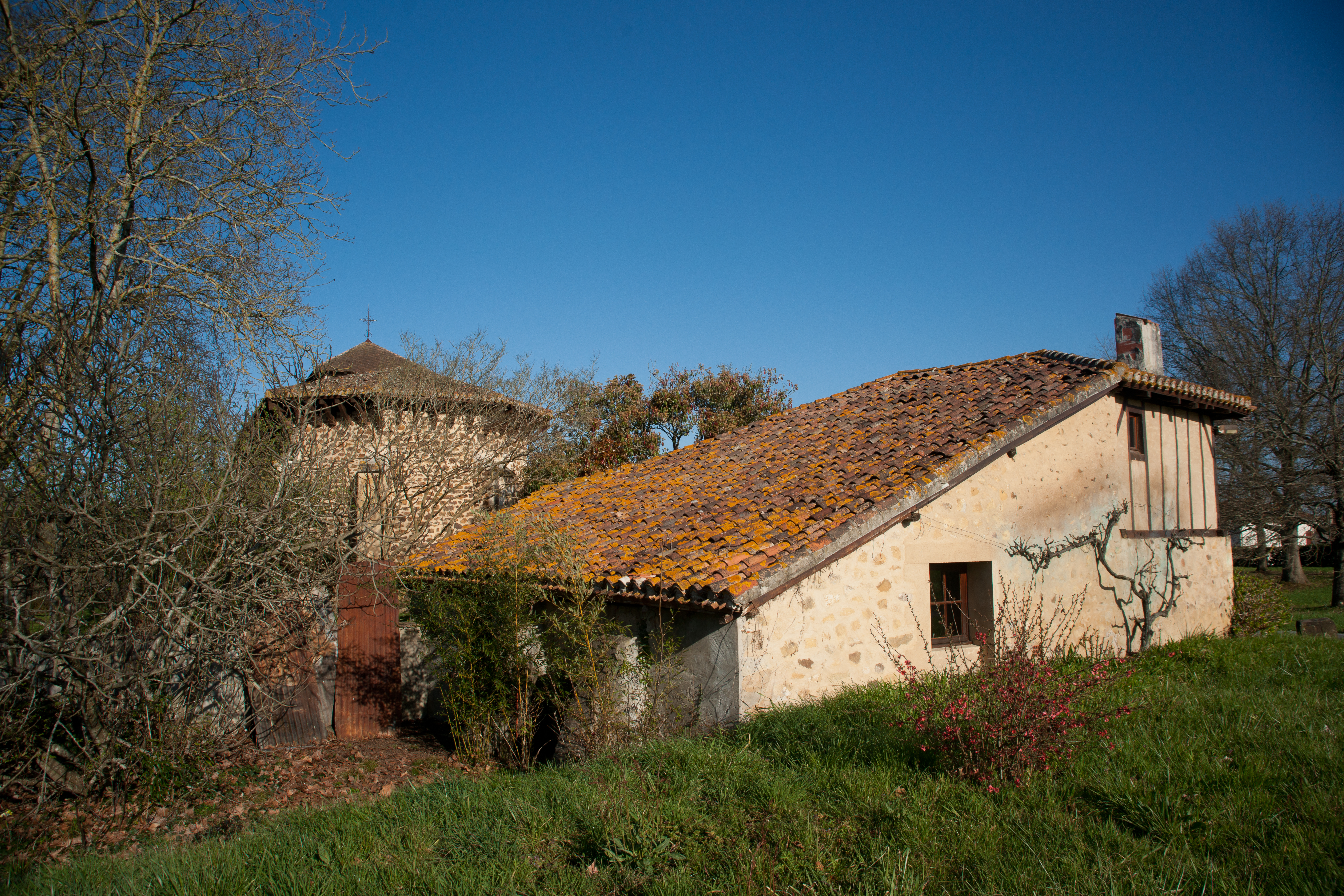
Nebengebäude

Die ältesten Gebäude der Abtei sind zur gleichen Zeit wie die Abteikirche gebaut worden. Vor der Ankunft der Olivetaner beherbergten sie Missionare des Bistums. Die sonstigen Gebäude sind erst in jüngster Zeit errichtet worden. Der Zugang zum Kreuzgang und zum Klosterbereich ist den Mönchen vorbehalten.

### Ehemalige KircheNotre-Dame

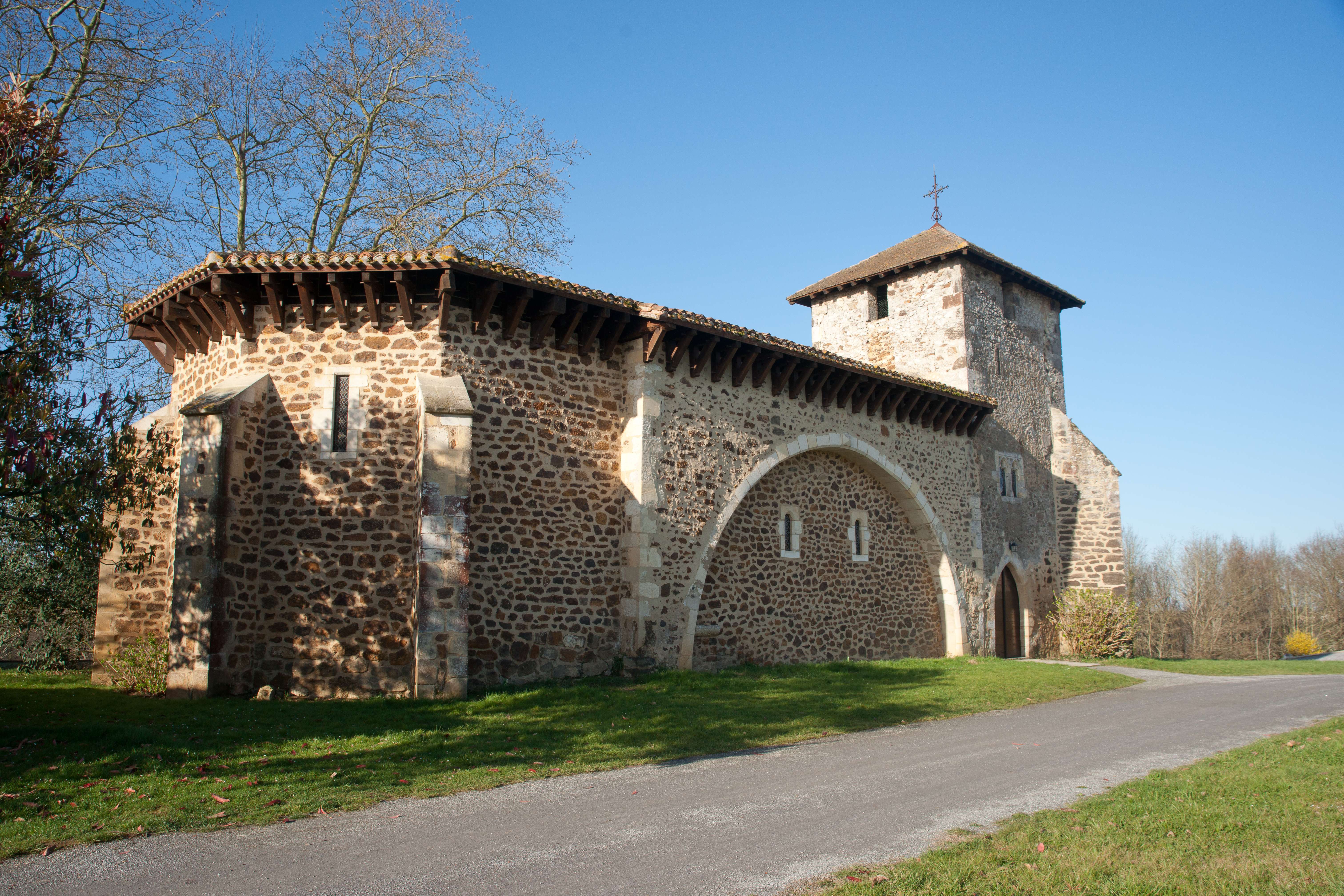
Ehemalige Kirche Notre-Dame

Sie wurde im 12. oder 13. Jahrhundert als Ziel der Wallfahrten zu Ehren Marias errichtet. Das romanische Gewölbe war wahrscheinlich eingestürzt, als es im gotischen Stil am Ende des 13. Jahrhunderts neugebaut wurde. Während der Französischen Revolution wurde die Kapelle zeitweise nicht mehr genutzt, bevor mit dem Konkordat von 1801 die Gottesdienste wieder aufgenommen wurden. Das Gewölbe des heutigen Gebäudes ist ruiniert. Eine Arkade verband das Langhaus vermutlich mit einer Seitenkapelle. Im Glockenturm ist ein Altar für einen Gebetsraum aufgestellt, während eine Mauer eine zweite Gebetsstätte in der Apsis eingrenzt. Im Westen erhebt sich ein zweigeschossiger Turm. der spitzbogenförmige Eingang befindet sich auf der Nordseite. Das Gebäude ist seit dem 2. November 1976 als Monument historique eingeschrieben. Es befindet sich in Privatbesitz und Gottesdienste werden nicht mehr abgehalten.

## Wirtschaft und Infrastruktur
Durch die große Fruchtbarkeit seines Bodens im Herzen der Chalosse fokussiert sich die Landwirtschaft von Maylis auf den Ackerbau, die Aufzucht von Enten und der Zucht von Rindern für die Course Landaise, ein traditionelles, unblutiges Spiel.

### Bildung
Die Gemeinde verfügt über eine öffentliche Vor- und Grundschule.

### Sport und Freizeit
Der regional Rundwanderweg de la Haute Chalosse durchquert auch die Gemeinde Maylis.

### Verkehr
Maylis wird durchquert von den Routes départementales 8 und 18, die Maylis mit Caupenne bzw. mit Hagetmau verbinden.